# بهشت گمشده (فیلم ۱۳۹۷)
بهشت گمشده فیلمی به کارگردانی حمید سلیمیان و نویسندگی حمید رضا سلیمی و حمید سلیمیان محصول سال ١٣٨٩ است که در اواخر سال ۱۳۹۷ منتشر شد.

## خلاصه داستان
عیسی برای یافتن راه نجات آیدا، سفری را در قصه ای پُرماجرا آغاز می‌کند…

## بازیگران
| بازیگر         | نقش      |
| فرامرز قریبیان | آرمن     |
| افشین هاشمی    | عیسی     |
| افسانه پاکرو   | آیدا     |
| متین ستوده     | نرگس     |
| نیره فراهانی   | بی بی    |
| محمدهادی قمیشی | مش رمضون |
| رویا شریف      | مادر علی |
| کاوه خداشناس   | پدر آنژل |